# Sanduleak -69 202

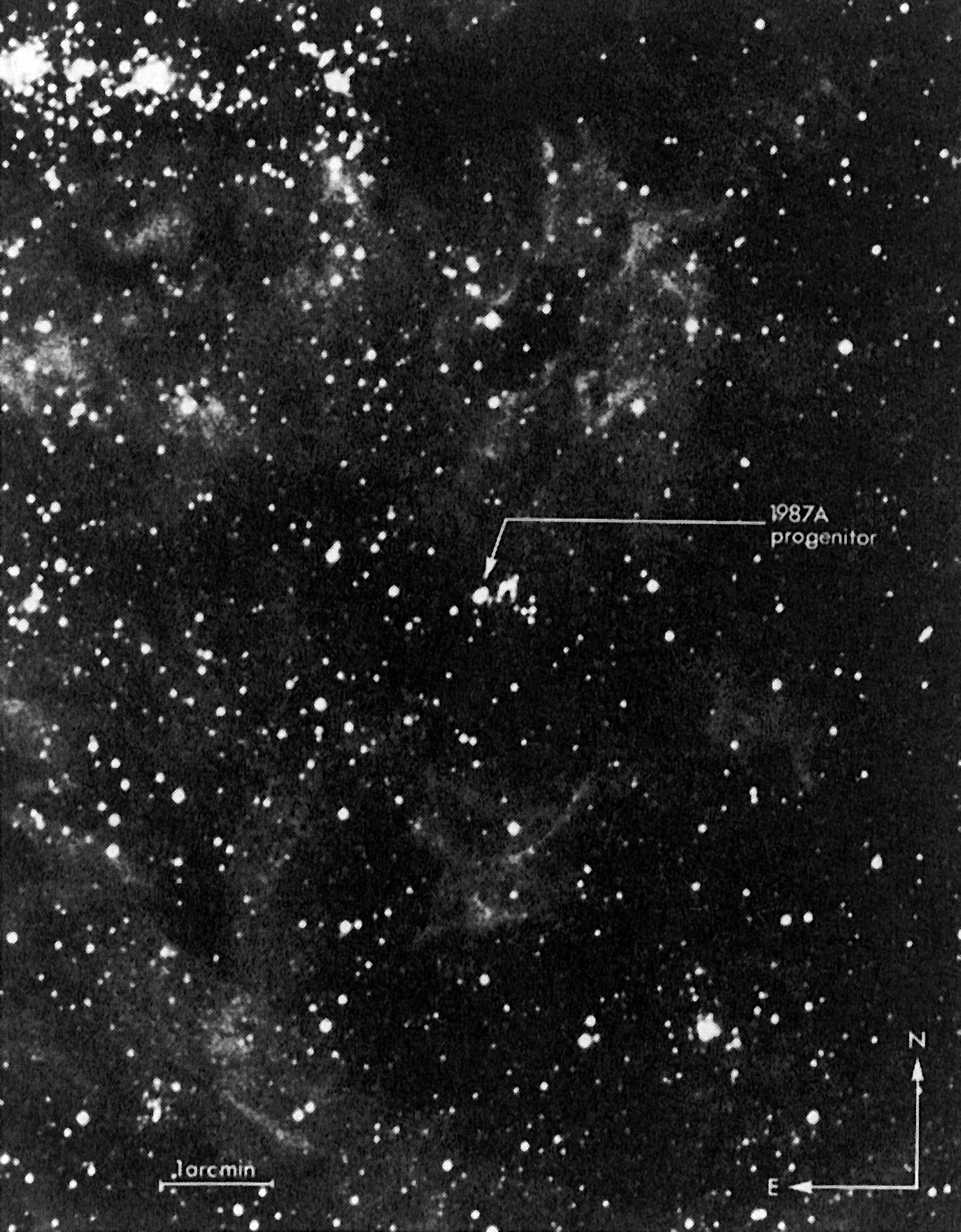
Sanduleak -69 202

Sanduleak -69 202 (Sk -69 202, també conegut com a GSC 09162-00821) va ser un estel supergegant blau de magnitud aparent 12, situat als confins de la Nebulosa de la Taràntula al Gran Núvol de Magalhães. Fou el progenitor de la supernova 1987A.
L'estel va ser cartografiat originalment per l'astrònom romanès-estatunidenc Nicholas Sanduleak l'any 1970, però no es va estudiar bé fins que es va identificar com a l'estel que va explotar per donar lloc a la primera supernova visible a l'ull nu d'ençà de la invenció del telescopi, quan el seu màxim va assolir la magnitud visual +2,8.
El descobriment que un supergegant blau podia ser progenitor de supernoves contradeia les teories predominants de l'evolució estel·lar fins aleshores i va motivar una sèrie de noves idees per explicar aquest fenomen, encara que avui en dia s'accepta que els supergegants blaus són un progenitor normal de certes supernoves.